# Pîlîpovîci, Radomîșl
Pîlîpovîci (în ucraineană Пилиповичі) este localitatea de reședință a comunei Pîlîpovîci din raionul Radomîșl, regiunea Jîtomîr, Ucraina.

## Demografie
Componența lingvistică a localității Pîlîpovîci
     Ucraineană (99,8%)
     Alte limbi (0,2%)
Conform recensământului din 2001, majoritatea populației localității Pîlîpovîci era vorbitoare de ucraineană (99,8%), existând în minoritate și vorbitori de alte limbi.